# Sportsimulation

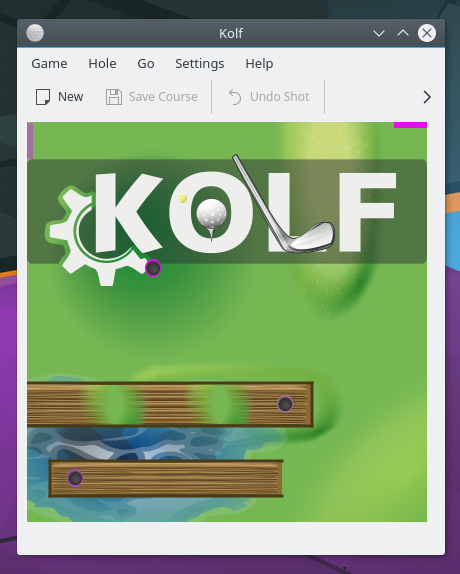
Kolf, eine freie Golf-Simulation

Eine Sportsimulation (umgangssprachlich auch Sportspiel) ist ein Videospielgenre, in dem ein oder mehrere Spieler virtuell eine Sportart ausüben können. Mittlerweile gibt es für praktisch jede Sportart mehrere entsprechende Computerspiel-Pendants.

## Abgrenzungen zu anderen Genres und Unterteilung
Frühe Sportspiele, wie etwa Pong, boten noch keine realistische Grafikausgabe und gelten daher meist als Geschicklichkeitsspiele.
Zu unterscheiden von den normalen Sportspielen sind Sport-Managerspiele, die man auch zu den Wirtschaftssimulationen zählen kann. Sogenannte Prügelspiele (Beat ’em ups oder Fighting Games) bilden im Gegensatz etwa zu Boxsimulationen ein eigenes Genre, ebenso wie Rennspiele, Rennsimulationen, Flugsimulationen, Tanzspiele, Musikspiel und Angelsimulation. Spiele wie Poker und Computerschach bilden eigene Genre.
Zudem gibt es auch Minispiele mit sportlichen Inhalten und teilweise Überschneidungen zu anderen Genres.
Ein Spiel, bei dem sich der Spieler physisch beteiligen muss, wird auch als Exergaming bezeichnet. Als Fantasy Sport wird das Betreiben einer virtuellen Liga bezeichnet.
Sportspiele lassen sich in Einzelsportarten und Mannschaftssportarten unterteilen, bei dem der Spieler mehrere Spieler steuern kann. Bei Mannschaftssportarten ist vor allem die Fußballsimulation beliebt. Einige Spiele bieten außerdem eine Sport-Spielesammlung an oder widmen sich olympischen Disziplinen als sogenanntes Olympiade-Spiel. Weiterhin können Sportsimulationen mehr oder weniger Realismus bieten oder es kann Abweichungen von der Vorlage geben.
Klassische Spielmodi sind das Freundschaftsspiel, die Meisterschaft/das Turnier, der Karrieremodus und das Training.

## Spielerische Anforderungen
Sportsimulationen setzten oft eine gute Reaktionszeit und das Ausüben von Strategien oder Taktiken voraus. Die Spielphysik wird dabei meist vereinfacht dargestellt und auf das Wesentliche beschränkt. In Mannschaftssportspielen muss der Spieler auch die Teamführung- und -koordination übernehmen und muss sich dafür teilweise mit den Spielern und der Umgebung auskennen. Häufig existiert dafür ein Bezug zu realen Teams, Spielern, Orten oder Fahrzeugen.

## Geschichtlicher Überblick

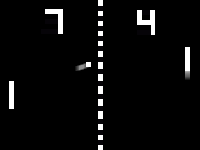
Pong (1972), ein minimalistisches Tennisspiel

Das erste Sportspiel, und auch eines der ersten Computerspiele überhaupt, war 1958 Tennis for Two. In den 1970er Jahren folgten auch textbasierte Spiele, sowie 1972 das bekannte Pong und weitere Arcade-Spiele, teilweise noch in Schwarz-Weiß und aus der Vogelperspektive.
Als Anfang der 1980er Jahre die Heimcomputer und zunehmend Spielkonsolen erschienen, gab es eine Fülle von verschiedensten Sportspielen. Beliebte Computerspiele entsprachen oft den beliebten Sportarten, wie etwa Fußball, Tennis oder Leichtathletik. Ebenso gab es jetzt die Möglichkeit, ungewöhnliche, seltene oder elitäre Sportarten nachahmen zu können.
Meist wurden Sportspiele zu zweit gespielt, später gab es auch Mehrspieleradapter. Bei vielen Spielen können auch ein oder mehrere Computergegner gewählt werden, so dass alleine gespielt werden kann.
Zu großen sportlichen Ereignissen, wie den Olympischen Spielen oder verschiedenen Weltmeisterschaften, erscheinen oft entsprechende Videospiele.
Seit 1993 erscheinen Lizenzspiele unter dem Label von EA Sports (Electronic Arts), die noch immer den Markt dominieren.
Sehr beliebt sind heutzutage Trendsportarten, wie Skateboarding und Fun-Spiele z. B. mit Mario.

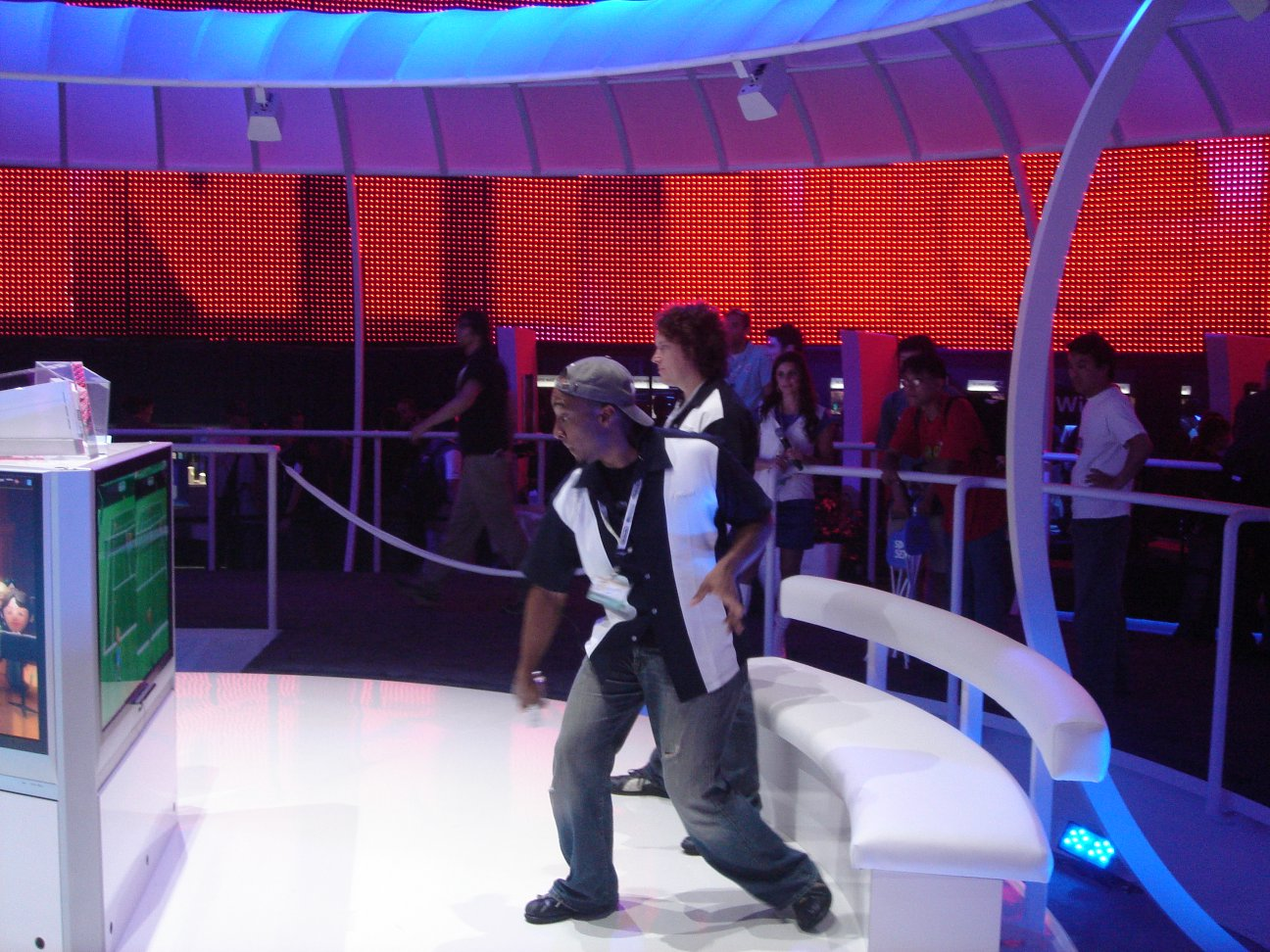
Zwei Spieler spielen Wii Sports, hier Tennis.

2006 erschien Wii Sports, das der Wii-Konsole beigefügt ist. Mithilfe des Nunchuk-Controllers und den darin enthaltenen Bewegungssensoren können richtige Bewegungen ausgeführt werden an Stelle der sonst üblichen Bedienung per Controller, Joystick, Maus oder Tastatur. Es ist damit eines der populärsten Exergames, eines Untergenres der Sportsimulation, bei dem der Spieler sich bewegen muss.

## Chronik
Wichtige und innovative Einzelspiele (Auswahl)
- 1958 Tennis for Two, erstes Sportspiel
- 1972 Pong
- 1972 Table Tennis, Tennis, Hockey, Football, Ski für die Magnavox Odyssey erste Sportspiele für eine Spielkonsole
- 1978 Football (Atari, Arcade-Spiel) erstes Spiel mit Trackball
- 1979 Basketball (Atari, Arcade-Spiel, schwarz-weiß) erstes realistische Arcade-Sportspiel (3D-Perspektive)
- 1981 Activision Tennis für die Atari-2600-Konsole
- 1983 Track & Field, erfolgreiches Leichtathletik-Spiel für 4 Spieler, Button mashing
- 1984 Summer Games (C64)
- 1984 Punch-Out!! (Boxspiel)
- 1989 Kick Off (Fußball)
- 1992 Sensible Soccer (Fußball)
- 1994 FIFA 94 (EA Sports)
- 1995 Actua Soccer (erstes Fußballspiel mit 3D-Grafikengine)
- 1995 Mario Tennis
- 1999 Tony Hawk’s
- 2006 Wii Sports (versch. Disziplinen), Controller-Innovation
- 2010 Kinect Sports (versch. Disziplinen), neuartige Steuerung

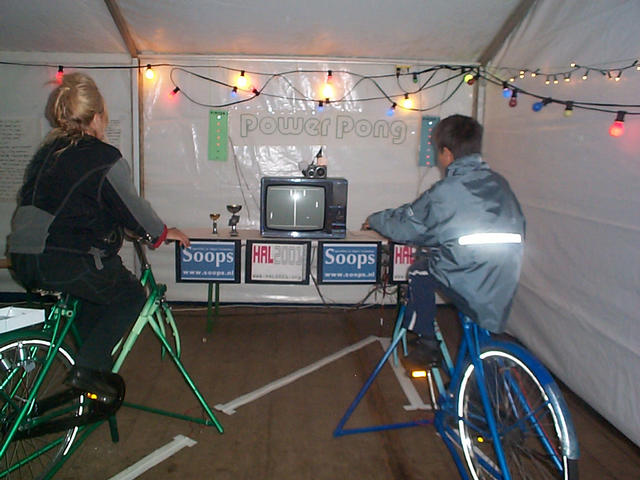
Seltene Symbiose von echtem Sport und Sportsimulation: Pong, gesteuert durch Fahrräder.

- 2019 Ring Fit Adventure